# Huehueymico
Huehueymico är en ort i Mexiko.   Den ligger i kommunen Teziutlán och delstaten Puebla, i den sydöstra delen av landet, 190 km öster om huvudstaden Mexico City. Huehueymico ligger 1 730 meter över havet och antalet invånare är 884.
Terrängen runt Huehueymico är huvudsakligen kuperad, men österut är den bergig. Runt Huehueymico är det ganska tätbefolkat, med 149 invånare per kvadratkilometer. Närmaste större samhälle är Teziutlan, 4,0 km sydväst om Huehueymico. I omgivningarna runt Huehueymico växer huvudsakligen savannskog.